# Antoine Themelin
Antoine Themelin (7 maart 1989) is een Belgische voetballer die voor Olympia Wijgmaal uitkomt. In de laatste wedstrijd van het seizoen 2007-2008, tegen Namen, speelde hij voor het eerst een officiële wedstrijd in de basis voor OH Leuven.